# Municipio de Homún
Homún es uno de los 106 municipios del estado de Yucatán, en el sureste de México. Ubicado en la porción centro sur del estado. La cabecera municipal tiene el mismo nombre.

## Toponimia
En lengua maya, el nombre Homún significa literalmente Cinco Tiernos, por derivarse de los vocablos Ho, cinco, y Mun, tierno, inmaduro.

## Colindancias
Se encuentra el municipio dentro de la demarcación de la zona henequenera de Yucatán. Limita al norte con el municipio de Hocabá y Seyé; al poniente con Cuzamá y Tecoh, al sur con Tekit y, y al oriente con Huhí y Sanahcat.

## Datos históricos
En la época prehispánica perteneció al cacicazgo de los Hocabail-Humúny y después de realizada la conquista entró al régimen de las encomiendas, entre las que se puede citar:
- Pedro Álvarez y Melchor Pacheco, en 1549.
- Juan Vela, 1564.
- Juan Vela de Aguirre, Doña Catalina de Rua y Don Santillán Gómez del Castillo, en 1579.
- Pedro de Mézquita, 1629.
- Cristóbal Gutiérrez Flores, Juan del Castillo y Quiñones y Juan Serrano, en 1687.
- Ana Serrano y Alonso de Aranda y Aguayo, con 162 indios en 1710.
- Antonio del Castillo y Carrillo, con 469 indios a su cargo en 1725.
- 1884: la población adquiere la categoría de Villa.
- 1825: Homún pasa a formar parte del partido de Beneficios Bajos con cabecera en Sotuta.
- 1829: La finca denominada Sutupil pasa a formar parte del municipio.

## Actividad económica
Entre las actividades productivas que se desarrollan en el municipio está preponderantemente la agricultura destacando por su importancia los cultivos de henequén, maíz, frijol, tomate, chile y cítricos.
La agroindustria henequenera tuvo una importante presencia en el municipio. En la actualidad el cultivo del henequén es una actividad residual.
En cuanto a la ganadería, se ha desarrollado la de bovinos y porcinos. Hay también actividad apícola y avícola.
Entre los principales atractivos se encuentra la fiesta tradicional en honor al santo patrono San Buenaventura el 15 de julio, donde además se disfrutan de gremios, corridas, bailes, feria y convivencia en familia en los diferentes balnearios y cenotes del municipio.

## Atractivos Turísticos
- Cenote Tza Ujún Kat.
- Cabañas y Restaurante Santa Cruz; Cenotes, Temazcal, Tirolesa, Restaurante, Hospedaje en Cabañas, Camping.
- Balneario y Restaurante Sta. María; Grutas y Cenote.
- Cenote Santa Rosa.
- Cenote Balmil.
- Cenote Yaxbakaltún.
- Laguna Yalahaú.
- Splash Parque Acuático; Restaurante, Aventura.
- Parador Turístico Hunab Ku
- Zonas arqueológicas: Kampepén, Sion y Yalahau.